# L’Europeo
L’Europeo war eine italienische Zeitschrift, deren Erstausgabe mit einem Editorial von Bertrand Russell erschien.
Ursprünglich war L’Europeo eine Wochenzeitung, die im Frühjahr 1995 eingestellt wurde. Seit dem Jahr 2001 erschien L’Europeo erneut, zunächst einmal pro Quartal, seit dem Jahr 2003 alle zwei Monate. Von 2008 bis zu ihrer Einstellung im Juli 2013 erschien L’Europeo monatlich.
Gegründet wurde L’Europeo von Gianni Mazzocchi und Arrigo Benedetti.